# Alice Feiring
Alice Feiring, née en 1954, est une journaliste et autrice américaine. Pendant plusieurs années, elle fut chroniqueuse vin et voyages pour le magazine Time. Elle s'est fait connaître en tant que défenseuse du vin naturel, et a acquis dans ce domaine une influence internationale.

## Biographie

### Carrière professionnelle
Outre ses contributions à des publications telles que le New York Times, le New York Magazine, le San Francisco Chronicle, le LA Times, le Condé Nast Traveler et le Forbes Traveler, son blog The Feiring Line (anciennement Veritas in Vino) est considéré parmi les meilleurs de sa catégorie. En 2011, Alice Feiring a été élue « communicante de l'année en ligne » par le Louis Roederer International Wine Writer Awards.
Son premier livre, publié en mai 2008, La bataille du vin et de l'amour : ou comment j'ai sauvé le monde de la Parkerisation, porte « un regard éclairé sur la lutte pour la préservation de l'authenticité et de la diversité du vin » et est une « déclaration de guerre » contre le critique Robert Parker bien avant sa date de publication. Pour Eric Asimov, critique vinicole : « Mme Feiring est une juge sans compromis pour le vin et les gens qui ne supportent pas plus la préférence d'un amoureux pour un vin dont elle a horreur que la présence d'un micro-ondes dans sa cuisine ».
Les déclarations critiques d'Alice Feiring contre le vin californien le décrivant comme « excessivement gonflé, trop alcoolisé, trop boisé, trop cher et trop manipulé » ont également suscité la controverse.
Dans un article écrit pour The Upgrader on Men. Style.com, site en ligne de GQ and Details, et intitulé « Les dix vins les plus surestimés au monde », elle répertorie les « Garagistes de Bordeaux », le Shiraz australien, le Marlborough Sauvignon blanc, les super-toscans, le Clos de Vougeot, le vin de Long Island, l'Albariño, le Screaming Eagle, le Sea Smoke Pinot noir et le Cabernet du Chili, ce qui a principalement suscité la réaction des défenseurs du vin de Long Island.
Son deuxième livre, Le Vin nu : Laisser les raisins faire ce qui vient naturellement, est publié en septembre 2011. Il relate son expérience de vinification naturelle et présente des adeptes de cette méthode, comme Jacques Néauport, Marcel Lapierre ou Pierre Overnoy.
En 2017, elle s'attache à décrire le vin naturel géorgien traditionnel produit comme il y a 8 000 ans, dans des kvevris, avec son livre Skin Contact, Voyage aux origines du vin nu. Elle contribue ainsi à remettre sur le devant de la scène internationale cette production ancestrale. 
Natural wine for the people, non traduit en français, sort en 2019. Le livre suivant, To fall in love, drink this : a wine writer's memoir est publié en France sous le titre Pour tomber amoureux, buvez ceci : mémoire d'une femme du vin, aux éditions Nouriturfu.

## Récompenses
- Médaille du mérite agricole, 2023[3]

## Publications en France
- Pour tomber amoureux buvez ceci : Mémoires d'une femme du vin (trad. de l'anglais par Géraldine Chognard), Paris, Éditions Nouriturfu, 2023, 253 p. (ISBN 978-2-490698-71-4, OCLC 1389738114).
- Skin Contact : Voyage aux origines du vin nu (trad. de l'anglais par Sophie Brissaud), Paris, Éditions Nouriturfu, 2017, 189 p. (ISBN 978-2-9559660-0-6, OCLC 994766532).
- Le Vin nu : Laisser les raisins faire ce qui vient naturellement (trad. de l'anglais par Gilles Mourier, préf. Thierry Puzelat), Paris, Éditions Jean-Paul Rocher, 2011, 220 p. (ISBN 978-2-917411-51-3, OCLC 795442635).
- La bataille du vin et de l'amour : ou comment j'ai sauvé le monde de la Parkerisation (trad. de l'anglais par Arnaud Puillot), Paris, Éditions Jean-Paul Rocher, 2010, 255 p. (ISBN 978-2-917411-27-8, OCLC 869601850).